# Little Fighter
Little Fighter är ett SDL-baserat fightingspel. Det kan enklast liknas vid spelet Tekken som är uppbyggd på samma idé, men som är mer avancerat.

## Attacker
En vanlig attack utförs med attackkontrollen. Det varierar dock lite beroende på vilken karaktär spelar som då vissa har speciella attacker istället för det vanliga slaget. Rudolf har till exempel ninjastjärnor och Henry har pilar. Woody har även en av sina kombos som specialslag som han utför ibland under en närstrid.

## Kombos
Kombos är kraftfullare attacker än de vanliga och för att begränsa dessa drar de en del mana vilket gör att man bara kan utföra ett visst antal. Man börjar med 100 i mana och de kombos som drar mest drar 70. Man får hela tiden tillbaka en viss mängd mana vilket gör att man kan vänta med att utföra kombos för att sedan kunna utföra en kraftfullare kombo som drar mera mana. Vissa kombos drar även hp (liv) vilket gör att de är extra kraftfulla eller att de helt enkelt inte drar särskilt mycket mana. Ett exempel på en sådan är Firens explosion som skapar en explosion vilken logiskt skadar honom själv också.
Ytterligare en sorts kombos är de som har krav på en viss hp. Dessa fungerar så att kombon bara går att använda när utövaren har under en viss procent av livet. Dessa kombos är förvandlingar som gör att karaktären blir till en annan.

## Mana
Mana är något man skulle kunna jämföra med energi. För att utföra en viss attack behövs viss energi. Svårare attacker som är effektiva kräver mera energi/manna. När man får mindre liv arbetar kroppen givetvis snabbare och man får därför tillbaka energi snabbare vilket gör att det kan bli svårare att döda en karaktär med lite liv.